# أصحاب الكلمة
أصحاب الكلمة هي مجموعة موسيقية تونسية ملتزمة، ظهرت عام 1979، وقد أسسها مقداد السهيلي، وقد أنتجت جملة من الأشرطة. وقد غنت لشعراء غير معروفين مثل عبد المجيد الجمني، والفيتوري التليش... وقد عاصرت هذه الفرقة فرقا ملتزمة أخرى في الثمانينات من بينها البحث الموسيقي والشمس الموسيقي وعشاق الوطن...

## من أغانيها
من الأشرطة التي أنتجتها فرقة أصحاب الكلمة شريط مشايخ دوارنا، وقد تضمن ست أغاني هي على التوالي:
- مشايخ دوارنا
- عاش يتمنى في عنبة
- الدغباجي
- الكون فاني
- المال قليل
- ما بقى في الدنيا
- المسبّط ما دري بالحافي
- هذا الدولار